# Constel·lació del Compàs
El Compàs (Circinus) és una de les petites constel·lacions australs (declinació de −50 a −60 graus).

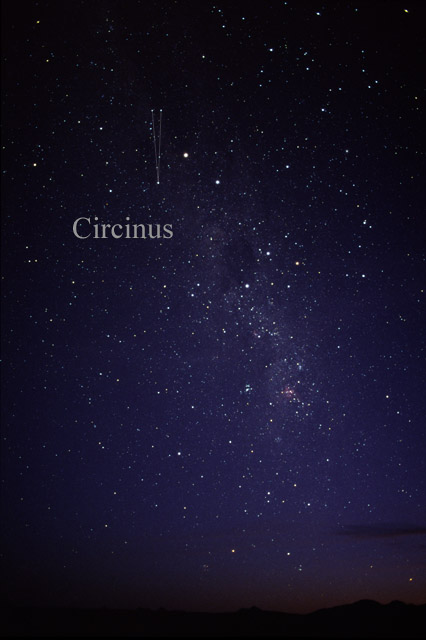

## Història
Aquesta constel·lació fou descoberta en el segle xvii, i descrita per primera vegada, per Nicolas-Louis de Lacaille, que li donà aquest nom durant la seva estada en el Cap de Bona Esperança, a la Sud-àfrica actual, entre els anys 1751 i 1752. L'especial fascinació d'aquest autor per la ciència originà les pobres denominacions de moltes constel·lacions modernes. Com que va ser descoberta en el segle xvii, i no era visible per les cultures mediterrànies, no hi cap mite associat amb ella, sí un compàs anomenat Circí usat per escultors, paletes, arquitectes, i fusters a l'antiga Roma.

## Fets notables
α Cir és un estel variable que canvia de 3,19 a 3,22. β Cir és de magnitud 4,07, i de tipus espectral A3. γ Cir té una magnitud aparent de 4,51.

## Objectes notables del cel profund
A Circinus hi ha pocs objectes celestes d'interès. Es poden esmentar: el cúmul obert Pismis 20 d'una magnitud 7,8; el cúmul obert NGC 5823 de magnitud 7,9; i el cúmul obert NGC 5715 de magnitud aparent 9,8.